# Binderholz

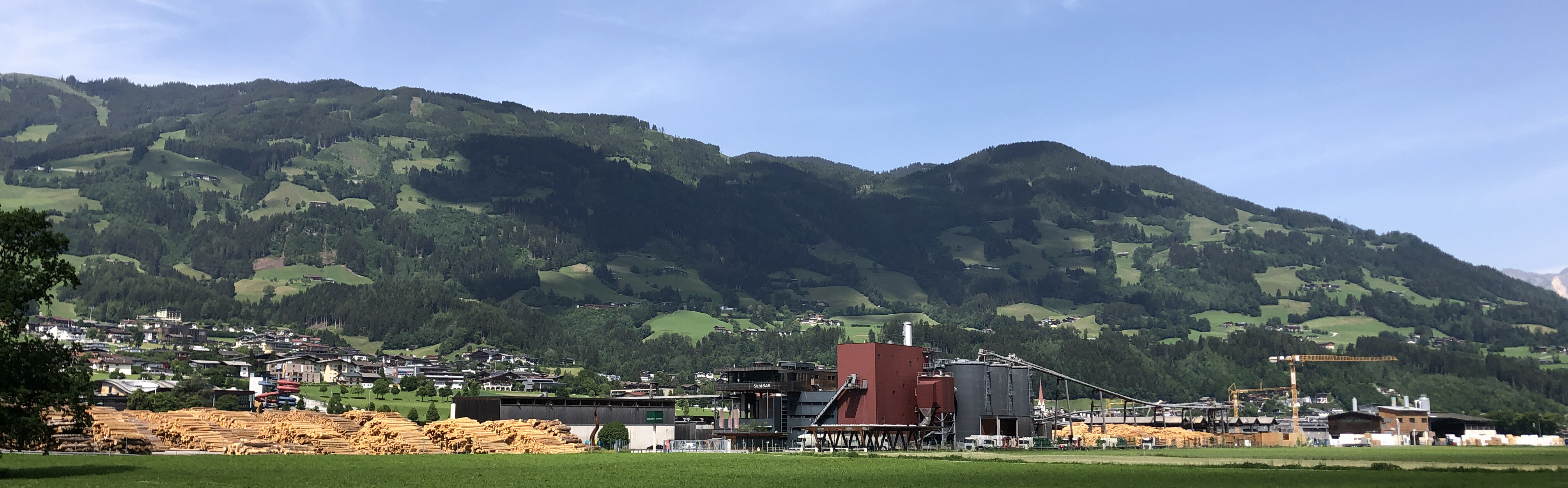
Binderholz Stammsitz Fügen/Zillertal

Das Familienunternehmen Binderholz GmbH ist ein österreichischer Hersteller von Massivholzprodukten und Bauteilkomponenten aus Holz für Gebäude mit Sitz in Fügen (Tirol). Darüber hinaus werden auch Gartenholzprodukte, Baumarktware sowie Pressprodukte und Holzbrennstoffe gefertigt. Das Unternehmen ist zur Gänze im Besitz der Familie Binder und zählt zu den größten Holzverarbeitungsunternehmen in Europa. Die bedeutendsten Tochterunternehmen sind die BSW Timber Ltd. in Schottland und die Klenk Holz GmbH in Deutschland.

## Geschichte
Im Jahre 1950 wurde das Stammunternehmen der Franz Binder Ges.m.b.H von Franz Binder sen. unter der Firmenbezeichnung Franz Binder als Holzhandelsfirma gegründet. Heute befindet sich die Binderholz-Gruppe zu 100 % im Besitz der Binder Beteiligungs AG, diese ist im Besitz der Familie Binder. Hans Binder, der älteste Sohn von Franz Binder sen. und über Jahrzehnte in der Geschäftsleitung von binderholz, war der erste Tiroler, der in der Formel 1 Rennen fuhr.
1957 kaufte die Handelsfirma ein Eingattersägewerk in Fügen, 1963 wurde der Stammsitz eingeweiht. Ein Großbrand zerstörte 1984 die Werksanlagen, die darauf mit einer höheren Einschnittleistung neu aufgebaut wurden. Seitdem wurde das Unternehmen kontinuierlich erweitert, sowohl hinsichtlich der Werkstätten als auch der Standorte.
2017 übernahm Binderholz die deutsche Unternehmensgruppe Klenk Holz vom amerikanischen Investmentunternehmen The Carlyle Group.
Anfang 2021 wurde der jahrelang eingestellte Güterverkehr über die Zillertalbahn (direkter Gleisanschluss am Stammsitz Fügen) wieder aufgenommen und dazu ein neues Verladeterminal in Jenbach errichtet, um den LKW-Verkehr zu reduzieren. Seitdem werden durch mehrere Güterzüge Rundholz antransportiert und Fertigprodukte verlassen per Bahn das Werk.
Am 5. Januar 2022 konnte der Erwerb der britischen BSW Timber Ltd. mit Sitz in Earlston, Schottland, durch die Binderholz UK Holding GmbH, eine Tochtergesellschaft der österreichischen binderholz Gruppe, mit dem Closing der Transaktion erfolgreich abgeschlossen werden.
Die BSW Timber Ltd. ist im Jahr 2021 mit einem Umsatz von rund 700 Millionen Pfund Sterling und einer Produktionskapazität von über 1,2 Millionen Kubikmeter Schnittholz pro Jahr die größte Sägewerksgruppe im Vereinigten Königreich. 2022 wird binderholz mit einem kumulierten Jahresumsatz in Höhe von über 2,6 Mrd. Euro und rund 5.000 Mitarbeiterinnen und Mitarbeitern Europas größte Gruppe im Segment der Sägewerks- und Massivholzverarbeitungsindustrie. Der Markenname BSW bleibt nach Integration in die binderholz Gruppe erhalten, das bisherige Management wird das Unternehmen weiterführen.

## Standorte und Holzverarbeitung
Neben dem Stammhaus im Zillertal, Österreich zählen 28 weitere Standorte in Europa (Österreich, Deutschland, Litauen, Finnland, Großbritannien) und den Vereinigten Staaten zum Unternehmen binderholz. Binderholz verfügt durch die verschiedenen Standorte mit modernst ausgerüsteten Sägewerken und Holzverarbeitungsanlagen sowie eigene Unternehmensbereiche für die Holzernte über die gesamte Wertschöpfungskette der hergestellten Holzprodukte und die Baumstämme werden zu 100 % zu Endprodukten verarbeitet, dazu dienen auch die Press- und Pelletsanlagen sowie Biomasseheizkraftwerke.

## Produkte
Die Massivholz-Produktpalette reicht von Schnittholz, Profilholz, ein- und mehrschichtig verleimten Massivholzplatten, Brettschichtholz bis hin zu Brettsperrholz. Hinzu kommen Produkte für den Do-it-yourself Bereich wie Gartenholz, Konstruktionsholz und Vielzweckplatten. In der Produktion anfallende Resthölzer werden zu Biobrennstoffen, Ökostrom, Pressspanpaletten und Pressspanklötzen verarbeitet.
Das Kerngeschäft von binderholz umfasst die industrielle Holzverwertung sowie den Vertrieb dieser Produkte. Binderholz beliefert schwerpunktmäßig den zentraleuropäischen Markt, steigert seine weltweiten Exporte aber zunehmend.
Für die Schlägerung des Holzes verfügt Binderholz über die gruppeneigenen Unternehmen Waldprofi GmbH mit Sitz in Fügen und TTW Waldpflege GmbH mit Sitz in Oberrot.

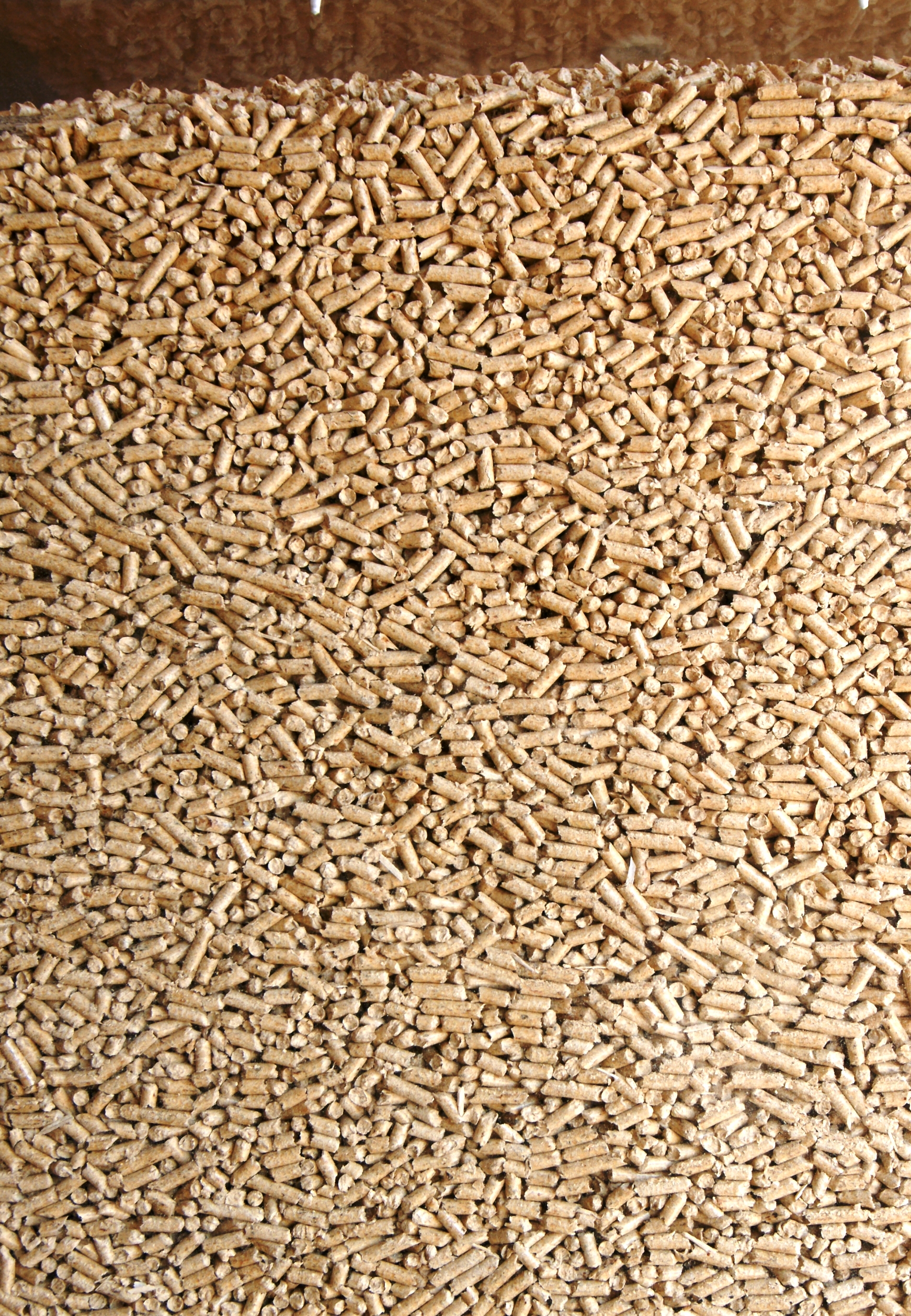
Holzpellets der Firma binderholz